# Івановка (Ромодановський район)
Іва́новка (рос. Ивановка, ерз. Ивановка) — село у складі Ромодановського району Мордовії, Росія. Входить до складу Константиновського сільського поселення.

## Населення
Населення — 100 осіб (2010; 155 у 2002).
Національний склад (станом на 2002 рік):
- росіяни — 99 %